# Corticaria nebulosa
Corticaria nebulosa is een keversoort uit de familie schimmelkevers (Latridiidae). De wetenschappelijke naam van de soort werd in 1922 gepubliceerd door George Charles Champion.